# Furina
Furina o Furrina fou una antiga deïtat romana que habitava en un bosc sagrada de Roma. El seu culte estava extingit cap al segle i aC i Marc Terenci Varró diu que el seu nom s'havia oblidat. Antigament va tenir una festivitat dedicada (la Furinàlia o Furinales feriae) i tenia un flamen o sacerdot pel seu culte (flamen Furinalis).

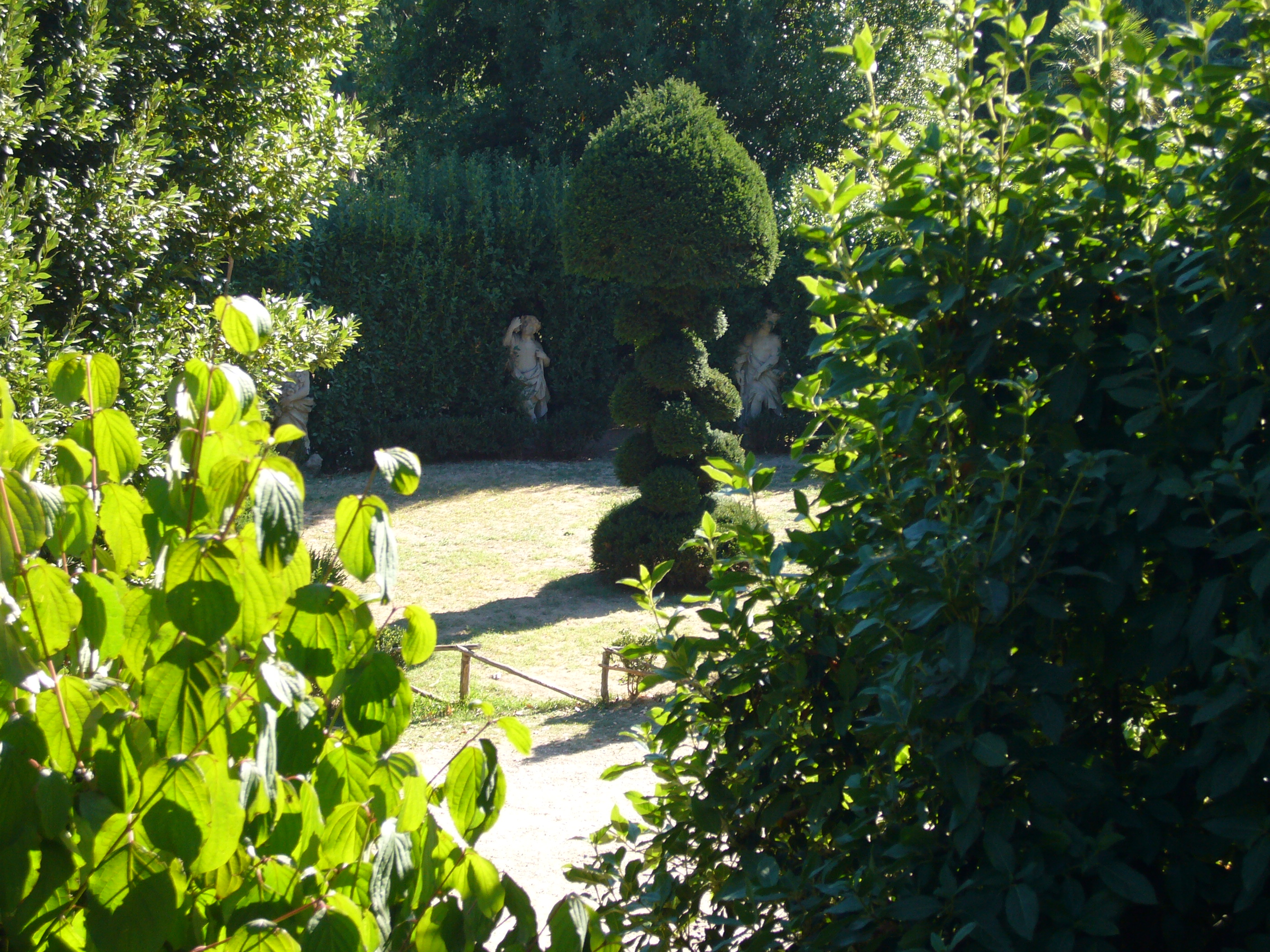
Jardins de la Villa Sciarra (Roma), on antigament estava el santuari de Furrina.

## Etimologia
Segons Georges Dumézil Furrina era una deessa de les fonts naturals i va relacionar el seu nom a una arrel indoeuropea [bhr-u-n], que seria una imitació del so de l'aigua brollant d'una font. D'aquesta arrel lèxica derivaria la paraula en l'antic llenguatge germànic brunna («font») i en llatí hauria adoptat la forma [fruur] i [furr], de la qual sorgiria el verb fervēre («bullir, fer bombolles»). Aquesta transformació és deguda a una metàtesi de la vocal que no afecta el significat. La mateixa arrel es pot trobar en un altre terme llatí: defruutum, («vi bullit»).
La creença en una divinitat lligada a una font no és exclusiva de Furrina, en la mitologia romana hi havia altres personatges amb aquesta característica, per exemple: Egèria, Juturna, Marica Laurentia.
Ciceró, en canvi, va relacionar el nom d'aquesta deessa amb les Fúries i, en la mateixa línia de raonament Marcià Mineu Fèlix Capel·la la va associar amb les divinitats de caràcter ctònic.

## Llocs sagrats
Aquesta deessa habitava en una clariana (lucus) al turó de Janícul on hi havia una deu, concretament a la part sud-oest i a prop del riu Tíber. El lloc s'ha conservat fins als nostres dies, és una petita esplanada dins dels jardins de la Villa Sciarra. L'any 1910 s'hi van fer unes excavacions arqueològiques, les quals van identificar un sistema de canalitzacions subterrànies d'aigua i la inscripció: Iovi optimo maximo Heliopolitano Augusto, genio Forinarum et cultoribus huius loci. Malgrat tot, aquesta podria no ser la font original, ja que el que s'ha trobat data del segle ii, però tampoc es descarta l'existència d'una font natural en una època anterior la qual es podria haver assecat i, per això més tard es va fer una canalització artificial.

Aquest lloc sagrat va ser profanat quan Gai Semproni Grac va ser assassinat l'any 121 aC.
Segons Ciceró hi havia un segon lloc de culte dedicat a Furrina a prop de Satricum, una ciutat a uns 60 km al sud-est de Roma. També hi havia un altre santuari als afores d'un poble anomenat Arpinum.

## La Furrinàlia
La Furrinàlia (en llatí Furrinalia o Furinalia) era una festivitat anual de l'antiga religió romana, celebrada en honor de la deessa Furina.
El ritu se celebrava el dia 25 de juliol. En temps de Varró el significat de la festa s'havia perdut, a meitat del s. I aC eren poques les persones que coneixien el nom de la festa, potser perquè es tractava d'un dia feriae publicae (l'equivalent a fer una festa en dia laborable), és a dir que no requeria la participació de la gent sinó només l'actuació del flamen Furinalis. Aquest flamen estava destinat al seu culte des d'antic i aquest dia anava al Lucus Furrinae del Janícul, que era la llar de la deessa Furina, i allà oferia un sacrifici.